# Conomurex fasciatus
Conomurex fasciatus is een slakkensoort uit de familie van de Strombidae. De wetenschappelijke naam van de soort is voor het eerst geldig gepubliceerd in 1778 door Born.